# إيتراكونازول
إيتراكونازول (بالإنجليزية: Itraconazole) هو دواء مضاد للفطريات، يعمل على اعاقة أو تثبيط عملية بناء جدار الخلية الفطرية. يستخدم الايتراكونازول في علاج المرضى الذين يعانون من الفطريات في الانسجه العميقة، فطريات اللسان والفم، وخصوصا تلك التي تنشا لدى المرضى الذين يعانون من خلل أو اضطراب في جهاز المناعة. كذلك يستخدم لعلاج المرضى الذين يعانون من الفطريات السطحية، وخصوصا في الجلد، في الاظافر وفي فروة الرأس. كما يتم استخدام الايتراكونازول من اجل علاج الفطريات المهبلية الشائعة بين الكثير من النساء.
يحتمل (يتقبل) معظم المرضى الايتراكونازول بصورة جيدة، وتكون احتمالات حدوث اضرار للكبد عند استخدامه، اقل مما هي عليه في بعض مضادات الفطريات الأخرى المستخدمة.
إضافة لذلك، يتم استخدام الايتراكونازول لعلاج الفطريات التي قد تصيب الانسجه العميقه في الجسم، مثل الرشاشية (Aspergillus)، الهيستوفلسموزيس (Histoflizmozis)، داء النوسجيات (Histoplasmosis)، والفطار البرعمي (Blastomycosis).

## الزمرة الدوائية
دواء مضاد للفطور يعطى عبر الطريق الجهازي.

## الاستطباب
علاج الانتانات الفطرية عند المريض المصاب بالتثبط المناعي بما فيها الفطار البرعمي وداء النوسجات.
علاج الأسبيرجيلوس والفطار الظفري
يبدي فعالية ملحوظة ضد الكروانية والمبيضات والخبيئات والشعرية المبوغة
يستخدم محلوله السائل لعلاج داء المبيضات الفموي والمريئي
إلى الآن لم ترخص منظمة الغذاء والدواء الأمريكية استخدامه لعلاج الفطور الجلدية السطحية

## الاستخدام خلال الحمل
ينتمي هذا المحضر للمجموعة C

## مضادات الاستطباب
- فرط الحساسية لهذا المحضر أو لأحد مستحضرات الآزول
- لا يجوز استخدامه عند المريض الذي يعالج بمحضر تيرفينادين

## تحذيرات
- في حالات نادرة لوحظ حدوث تأثيرات جانبية قلبية خطيرة مثل التسرع البطيني وتأرجح الذرى والموت عند مرضى كانوا يتناولون محضر تيرفينادين وعولجوا بهذا المحضر.
- يجب إيقافه عند المريض الذي تظهر عليه إمارات ودلائل الأذية الكبدية المحرضة به.

## التأثيرات الجانبية

### تحدث بنسبة تزيد عن 10%
هضمية:غثيان

### تحدث بنسبة 1% إلى 10%
عصبية مركزية: صداع
جلدية: طفح
هضمية: اقياء وألم بطني

### تحدث بنسبة تقل عن 1%
قلبية وعائية: وذمة، ارتفاع التوتر الشرياني
عصبية مركزية: تعب، حمى، وهن، نعاس
جلدية: حكة
غدية واستقلابية: نقص الكرع، نقص البوتاسيوم
هضمية: اسهال
بولية تناسلية: عنانة
كبدية: اضطراب الوظيفة الكبدية
كلوية: بيلة الألبومين

## التداخلات الدوائية
- ينخفض تركيزه المصلي عند إشراكه مع الايزونيازيد أو مع الفينتوئين
- قد يسبب انخفاضاً ملحوظاً في فعالية الحبوب المانعة للحمل
- ينخفض تركيزه المصلي بشكل ملحوظ عند إشراكه مع محضر ريفامبين
- قد يسبب إشراكه مع السيكلوسبورين بجرعات مرتفعة زيادة تركيزه المصلي بنسبة 50%
- قد يسبب إشراكه مع محضر لوفاستاتين ارتفاع تركيزه (تركيز لوفاستاتين) المصلي بنسبة 20 ضعفاً
- يرتفع التركيز المصلي لكل من الفينتوئين والديجوكسين والوارفرين عند إشراك أحد هذه المحضرات مع هذا الدواء
- يرتفع التركيز المصلي لمحضر تيرفينادين بشكل ملحوظ عند إشراكه مع هذا المحضر مما يؤدي لتأثيرات جانبية قلبية (تسرع بطيني، تأرجح الذرى، موت)

## الحركيات الدوائية
الامتصاص: يتحسن بتناوله مع الطعام وهو يتطلب وسطاً معدياً حامضياً.
التوزع: يبلغ حجم توزعه الظاهر حوالي 10 ليتر|كغ وهو ولوع جداً بالدسم، لذلك تكون تراكيزه النسجية أعلى من نظيرتها المصلية.
الأيض: يحدث في الكبد بآلية الأكسدة بالدرجة الأولى ليعطي أكثر من 30 مستقلباً على رأسها هيدروكسي إيتراكونازول الذي يبدي فعالية مضادة للفطريات في الزجاج.
العمر النصفي: 21 ساعة تقريباً يلي اعطاء جرعة واحدة مقدارها 200 ملغ.
التصفية: يطرح حوالي 3% - 18% مع البراز 0,03% مع البول على شكل دواء غير مستقلب، و40% على شكل نواتج أيضية.

## الجرعة
- ملاحظة: يعطى هذا الدواء فموياً ومن الأفضل أن يتناوله المريض بعد وجبة الطعام لأن ذلك يحسن امتصاصه بشكل ملحوظ.
- الأطفال: عولج عدد من الأطفال بأعمار3-16 سنة بجرعة 100 ملغ | اليوم (لتدبير الانتانات الفطرية والجهازية) دون حدوث تأثيرات جانبية خطيرة.
- البالغين: نبدأ بجرعة 200 ملغ مرة واحدة يومياً فإذا تحسن المريض أو ظهرت دلائل على أنه مصاب بمرض فطري مترقي يصار إلى رفعها بمقدار 100 ملغ| اليوم حتى الوصول لجرعة قصوى تعادل 400 ملغ| اليوم.

تعطى الجرعة التي تزيد عن 200 ملغ| اليوم على دفعتين.
- الفطار الظفري: 200 ملغ مرتين يومياً لمدة أسبوع كل شهر.
- الانتانات الفطرية المهددة للحياة: نبدأ بجرعة تحميل مقدارها 200 ملغ 3 مرات يومياً لمدة 3 أيام ثم نتابع بالجرعة المعتادة.

## المستحضرات الصيدلانية
كبسول 100 ملغ.
محلول معد للتناول عبر الفم: 100ملغ|10مل (150مل).